# Dama pikowa (film 1910)
Dama pikowa (ros. Пиковая дама, Pikowaja dama) – rosyjski film niemy z 1910 roku w reżyserii Piotra Czardynina. Pierwsza z wielu ekranizacji noweli Aleksandra Puszkina Dama pikowa (1834).

## Opis fabuły
Oficer huzarów imieniem Herman, w przeciwieństwie do swoich towarzyszy, nigdy nie gra w karty w hazardową grę w faraona. Kocha się w hrabiance Lizie, która ma wyjść za mąż za niekochanego ks. Jeleckiego. Pewnego dnia Herman zakrada się do pokoju Lizy, wyznaje jej miłość, wyjmuje rewolwer i grozi, że się zastrzeli, jeśli ta nie przyjmie jego względów. Padają sobie w objęcia. Na najbliższym balu Liza wręcza Hermanowi w tajemnicy klucz do swojego pokoju i liścik. Huzar natychmiast udaje się do pokoju babki Lizy, starej hrabiny, i, pokazując list od Lizy oraz grożąc bronią, żąda wyjawienia sekretu trzech kart zapewniającej wygraną. Hrabina pada martwa z przerażenia. Do pokoju babki wchodzi tymczasem Liza, która odrzuca tłumaczenia Hermana i każe mu odejść. Wkrótce Herman otrzymuje w swojej koszarowej kwaterze list od Lizy z żądaniem wyjaśnień o całej sprawie. Zjawia się u niego duch zmarłej hrabiny, który wyjawia mu sekret trzech kart. Herman natychmiast udaje się na spotkanie z Lizą i chwali się posiadanym sekretem. Odtrąca ją, zapatrzony w trzy karty, i biegnie do kasyna. Zrozpaczona i zawiedziona Liza skacze do rzeki. Tymczasem Herman gra z towarzyszami, pewny siebie. W decydującej rozgrywce jego as, który miał przesądzić o wygranej, okazuje się damą pikową. Herman przegrywa, towarzysze naśmiewają się z niego, a wraz z nimi duch zmarłej babki, który znów się pojawia. Zdezorientowany i wściekły Herman rzuca się na zjawę, jednak chwyta tylko powietrze. W akcie rozpaczy wyjmuje sztylet i wbija go sobie w pierś.

## Główne role
- Paweł Biriukow – Herman
- Aleksandra Gonczarowa – Liza
- Antonina Pożarska – hrabina
- Andriej Gromow – Jelecki